# Hákonar saga Hákonarsonar
Hákonar saga Hákonarsonar (De Saga van Haakon Haakonsson) is een Oud-Noordse koningssaga die vertelt over het leven en het regeren van koning Haakon Haakonsson van Noorwegen. De saga werd geschreven door de IJslandse historicus en politicus Sturla Þórðarson rond 1260. Sturla was aan het hof van de zoon van Haakon, Magnus, toen hij hoorde van de dood van diens vader. Er wordt gezegd dat hij Sturla onmiddellijk de opdracht gaf om een saga over zijn vader te schrijven. Deze saga is de belangrijkste bron van Noorse geschiedenis tussen 1217, de troonsbestijging van Haakon, tot aan zijn dood in 1263.
Kleine stukken van de saga, betreffende de Schotse campagne van Haakon in 1263, werden vertaald in het Engels door James Johnstone en gedrukt in 1782, herdrukt in 1882. De hele saga werd gedrukt in Engelse vertaling door G.W. Dasent in 1894, herdrukt in 1964.